# Qwant
Qwant е интернет търсачка, която акцентира върху поверителността.

## Описание
За разлика от повечето търсачки, които събират лични данни, предоставят ги на свои партньори и предлагат персонализилано съдържание, Qwant гарантира, че не практикува това. Освен това разчита на свои собствени алгоритми на търсене и не използва „бисквитки“. Компанията е разработила и спецеално приложение, предназначено за деца от 6 до 12 години – Qwant Junior.

## История
Проектът стартира през 2011 г. във Франция. През 2013 г. търсачката е пусната като бета-версия във Франция и Германия. Към 2015 г. вече е налична на 16 езика.